# Parafia Chrystusa Króla w Toruniu
Parafia Chrystusa Króla w Toruniu – parafia rzymskokatolicka w diecezji toruńskiej, w dekanacie Toruń I, z siedzibą w Toruniu. Erygowana 27 stycznia 1926 roku.
Parafia na Mokrem została erygowana 27 stycznia 1926 roku przez wydzielenie z parafii Wniebowzięcia Najświętszej Maryi Panny. 30 maja 1929 poświęcono kamień węgielny pod budowę kościoła parafialnego, który został konsekrowany w 1930 roku.
Do parafii należą wierni z Torunia mieszkający przy ulicach: Batorego, Bażyńskich, Chrobrego, Czarnieckiego, Dworcowej, Fabrycznej, Grudziądzkiej (nry parzyste od 32), Jagiellońskiej, Jeśmanowicza, Jana Olbrachta (n-ry 7-23), Kanałowej, Kościuszki, Kociewskiej, Kraińskiej, Kan. Pawła Piotra Gogi, Łąkowej, Mazowieckiej, Mazurskiej, Michała Szczanieckiego, Michałowskiej, Pod Dębową Górą, Podgórnej (nry 83 i 92), Polnej, Przy Kaszowniku, Przy Rynku Wełnianym, Staszica, Sucharskiego, Świętopełka, Wojska Polskiego, Zaułek Dworcowy i Warneńczyka.